# Can Camps (Seva)
Can Camps és una casa de Seva (Osona) inclosa a l'Inventari del Patrimoni Arquitectònic de Catalunya.

## Descripció
Edifici civil orientat a migdia amb teulada a dues vessants i desaigua a la façana principal.
A la planta baixa hi ha un portal adovellat amb un petit escut a la dovella central que transcriu "Antic Martorell 1578.
L'actual façana fou renovada tal com ens explica una llinda per Jaume Camps i Bofill l'any 1926. Davant hi ha un patí encerclat per un mur i una reixa de ferro forjat.